# Discographie de Nicole Scherzinger
Cet article présente la discographie de Nicole Scherzinger, chanteuse américaine. 
Elle s'est fait connaitre en faisant partie du groupe Eden's Crush (en) et plus tard en tant que chanteuse principale du groupe The Pussycat Dolls. Au cumul, elle a vendu plus de 60 millions de disques avec le groupe et en solo.

## Albums studio
| Titre              | Détails                                                                  | Charts | Charts   | Charts | Charts | Charts | Charts | Charts | Charts | Charts | Charts | Ventes                        | Certifications |
| Titre              | Détails                                                                  | AUS    | BEL (WL) | FRA    | ALL    | IRE    | P-B    | N-Z    | ECO    | SUI    | UK     | Ventes                        | Certifications |
| ------------------ | ------------------------------------------------------------------------ | ------ | -------- | ------ | ------ | ------ | ------ | ------ | ------ | ------ | ------ | ----------------------------- | -------------- |
| Her Name is Nicole | - Sortie: 2007 - Label: Interscope - Formats: CD, téléchargement         | —      | —        | —      | —      | —      | —      | —      | —      | —      | —      |                               |                |
| Killer Love        | - Sortie: 18 mars 2011 - Label: Interscope - Formats: CD, téléchargement | 26     | 61       | 57     | 85     | 14     | 66     | 34     | 6      | 55     | 8      | - UK: 200,500+ - FRA: 10,000+ | - BPI: Or      |
| Big Fat Lie        | - Sortie: 17 octobre 2014 - Label: RCA - Formats: CD, digital download   | —      | 156      | 108    | —      | 39     | —      | —      | 19     | 95     | 17     | - : 2000 (1re semaine)        |                |

## Singles
| "Whatever U Like" (featuring T.I.)                           | 2007 | —[A] | —[B] | —   | 57 | —    | —  | —    | —  | —  | —  | —  |                                             | Her Name is Nicole |
| "Baby Love" (featuring will.i.am)                            | 2007 | —[C] | 58   | 57  | 7  | 5    | 15 | 56   | —  | 14 | 14 | —  |                                             | Her Name is Nicole |
| "Supervillain"                                               | 2007 | —    | —    | —   | —  | —    | —  | —    | —  | —  | —  | —  |                                             | Her Name is Nicole |
| "Puakenikeni" (featuring Brick and Lace)                     | 2007 | —    | —    | —   | —  | —    | —  | —    | —  | —  | —  | —  |                                             | Her Name is Nicole |
| "Poison"                                                     | 2010 | —    | —    | 65  | —  | —    | 7  | 7[D] | 1  | —  | 3  | —  | - BPI: Argent                               | Killer Love        |
| "Don't Hold Your Breath"                                     | 2011 | 86   | 17   | 42  | 70 | 2[E] | 4  | 44   | 1  | 62 | 1  | 45 | - ARIA: 2× Platine - BPI: Or                | Killer Love        |
| "Right There" (featuring 50 Cent)                            | 2011 | 39   | 8    | —   | 44 | 61   | 7  | —[F] | 4  | —  | 3  | —  | - RIAA: Or - ARIA: 2× Platine - BPI: Argent | Killer Love        |
| "Wet"                                                        | 2011 | —    | 34   | 114 | —  | —    | 10 | —    | 22 | —  | 21 | —  |                                             | Killer Love        |
| "Try with Me"                                                | 2011 | —    | —    | —   | —  | —    | 29 | —    | 13 | —  | 18 | —  |                                             | Killer Love        |
| "Boomerang"                                                  | 2013 | —    | —    | —   | —  | —    | 9  | —    | 2  | —  | 6  | —  | - APFV: Or                                  | non-album single   |
| "Your Love"                                                  | 2014 | —    | 51   | 41  | —  | 99   | 30 | —    | 2  | 67 | 6  | 22 |                                             | Big Fat Lie        |
| "Run"                                                        | 2014 | —    | —    | —   | —  | —    | 63 | —    | 26 | —  | 46 | —  |                                             | Big Fat Lie        |
| "On the Rock"                                                | 2014 | —    | —    | —   | —  | —    | —  | —    | 45 | —  | 90 | —  |                                             | Big Fat Lie        |
| "—" signifie que le single ne s'est pas classé dans le pays. |      |      |      |     |    |      |    |      |    |    |    |    |                                             |                    |

### Collaborations
| "Lie About Us" (Avant featuring Nicole Scherzinger)                                            | 2006 | —[G] | —  | —  | —  | —  | —  | —  | —  | —  | 76 |                                                | Director               |
| "You Are My Miracle" (Vittorio featuring Nicole Scherzinger)                                   | 2006 | —    | —  | —  | —  | —  | —  | —  | —  | —  | —  |                                                | Vittorio               |
| "Come to Me" (Diddy featuring Nicole Scherzinger)                                              | 2006 | 9    | 11 | 9  | 15 | 6  | 3  | 25 | 8  | 15 | 4  | - BVMI: Or                                     | Press Play             |
| "Scream" (Timbaland featuring Keri Hilson et Nicole Scherzinger)                               | 2007 | —[H] | 20 | 35 | 41 | 9  | 10 | 9  | 45 | —  | 12 |                                                | Shock Value            |
| "Just Stand Up!" (avec "Artists Stand Up to Cancer")                                           | 2008 | 11   | 39 | —  | 10 | —  | 11 | 19 | 51 | —  | 26 |                                                | non-album single       |
| "Jai Ho! (You Are My Destiny)" (A.R. Rahman & The Pussycat Dolls featuring Nicole Scherzinger) | 2009 | 15   | 1  | 5  | 4  | 29 | 1  | 2  | 40 | 3  | 3  | - ARIA: Platine - RMNZ: Platine - BPI: Platine | Doll Domination        |
| "We Are the World 25 for Haiti" (avec Artists for Haiti)                                       | 2010 | 2    | 18 | 1  | 7  | —  | 9  | 18 | 5  | —  | 50 |                                                | non-album single       |
| "Heartbeat" (Enrique Iglesias featuring Nicole Scherzinger)                                    | 2010 | —    | 5  | 52 | 72 | —  | 21 | 7  | 52 | 4  | 8  | - ARIA: 2× Platine - RMNZ: Or                  | Euphoria & Killer Love |
| "Coconut Tree" (Mohombi featuring Nicole Scherzinger)                                          | 2011 | —    | —  | 52 | 80 | —  | —  | —  | 8  | 75 | —  | - GLF: Platine                                 | MoveMeant              |
| "Out This Club" (Rudie Classic featuring R. Kelly, Polow Da Don and Nicole Scherzinger)        | 2011 | —    | —  | —  | —  | —  | —  | —  | —  | —  | —  |                                                | non-album single       |
| "Fino all'estasi" (Eros Ramazzotti featuring Nicole Scherzinger)                               | 2013 | —    | —  | 61 | —  | —  | —  | —  | —  | —  | —  | - APFV: Gold                                   | Noi                    |
| "Missing You" (Alex Gaudino featuring Nicole Scherzinger)                                      | 2013 | —    | —  | 87 | —  | —  | —  | —  | —  | —  | —  |                                                | non-album single       |
| "—" denotes a single that did not chart or were not released in that territory.                |      |      |    |    |    |    |    |    |    |    |    |                                                |                        |